# Sant’Alfio
Sant’Alfio ist eine Stadt der Metropolitanstadt Catania in der Region Sizilien in Italien mit 1520 Einwohnern (Stand 31. Dezember 2023).

## Lage und Daten
Sant’Alfio liegt 35 km nördlich von Catania am Osthang des Ätnas. Die Einwohner arbeiten hauptsächlich in der Landwirtschaft.
Die Nachbargemeinden sind Adrano, Belpasso, Biancavilla, Bronte, Castiglione di Sicilia, Giarre, Linguaglossa, Maletto, Mascali, Milo, Nicolosi, Piedimonte Etneo, Randazzo und Zafferana Etnea.

## Geschichte
Seit 1928 ist der Ort selbstständig. Davor war der Ort ein Ortsteil von Giarre.

## Sehenswürdigkeiten
- Pfarrkirche mit einer Fassade aus Lavastein
- Kastanienbaum der hundert Pferde